# 贝斯学校大爆炸
巴斯学校爆炸案（英語：Bath School disaster），是指在1927年5月18日，发生在美国密歇根州巴斯镇区的爆炸事件。爆炸导致38名小学生和6名成人死亡，另有58人受伤。主犯安德鲁·凯厚（Andrew Kehoe）首先殺害自己的妻子，随后用燃烧弹焚烧了自己的农场，并在巴斯联合学校引发爆炸，最后在自己的卡车中引爆炸弹自尽。巴斯学校大爆炸是美国历史上死亡人数最多的校园屠杀案。
是时55岁的安德鲁·凯厚是校委会的财务管理员，在1926年春季镇区公职竞选中失败而受到打击，据此开始计划「复仇」。雪上加霜的是在1926年6月，他被通知将会失去赎回抵押品的权利。在接下来的一年时间内，他的邻居注意到他已经不再继续在农场中工作了，猜测他可能在考虑自杀，而事实上在那段时间内他暗自购买了炸药并将炸药埋放在自己所持的地段和学校内。
凯厚的妻子身患肺结核，由此他停止了抵押贷款的偿还，由此也面临着失去赎回抵押品权利的压力。约于5月16日至5月18日之间，他以钝器打爛妻子的頭顱。约5月18日早晨8时45分，他引爆家中的烈性炸藥，將自己的房屋和农场在內的所有建築物夷為平地。几乎与此同时，凯厚在过去几个月安置在学校中的定时装置亦引爆了置放于学校北翼的上百磅高爆炸藥，杀了36名学生和2名教师。当救援人员开始赶到时，他开车上前，停车後隨即用步枪引爆了卡车中的炸药，拉著校长一塊上路。在救援过程中人们发现，在学校南翼地下室中亦藏着五百磅未爆炸的炸药，同定时引爆装置连接在一起，引爆时间和第一起爆炸相同，由此证明凯厚意图炸掉整所学校。

## 背景

### 安德鲁·凯厚

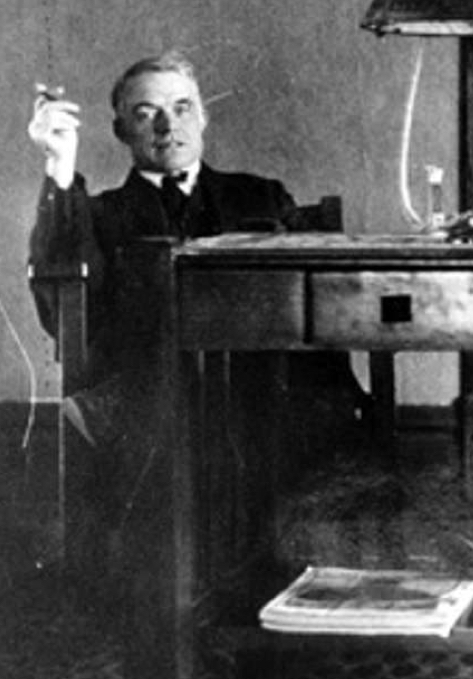
安德鲁·凯厚照片，摄于1920年代

安德鲁·菲利普·凯厚（Andrew Philip Kehoe）1872年2月1日出生在密歇根州特库姆塞镇，共有12个兄弟姐妹。他在该镇长大并完成了初等教育。高中毕业后考入东兰辛市的密歇根州立学院（现密歇根州立大学）电气工程专业，毕业以后在密苏里州圣路易斯工作，担任电气工程师。数年以后回到密歇根州故乡的农场。安德鲁的母亲去世后，父亲续弦一位年轻寡妇，并育有一女。1911年9月，安德鲁继母在点燃煤油取暖器時发生爆炸，煤油飞溅在她身上燃烧。安德鲁见状试图用冷水灭火，但因为油性物质着火以后燃烧反而更加猛烈，造成其继母慘遭烈焰吞噬。一些邻居私下里议论是安德鲁造成了取暖器爆炸從而誤殺其继母。
1912年，凯厚娶艾伦·“奈莉”·普莱斯（ Ellen "Nellie" Price），时年40岁。婚后数年，凯厚搬迁至贝斯镇外农场居住。根据邻居反映，凯厚乐于助人，常常帮助邻里，但为人生性暴躁，对不同意见以呵斥对待之。如某一日邻居家的狗进入其院子对其吼叫，凯厚便直接拔枪把牠干掉。其有一匹马，当马无法满足凯厚所期待时，便强行活活把馬給殴死。

### 作案预谋

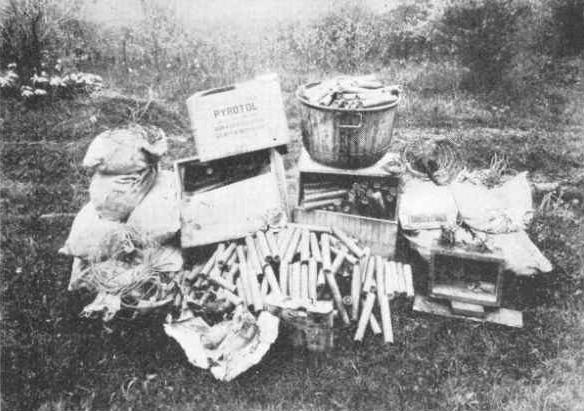
学校地下室发现未爆之爆炸物

### 发生前

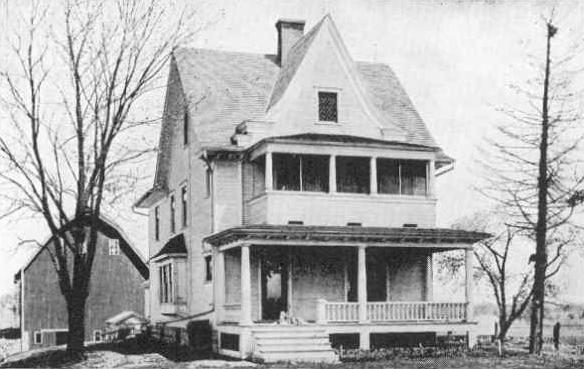
安德鲁和奈莉·凯厚在农场的房子，爆炸前的照片

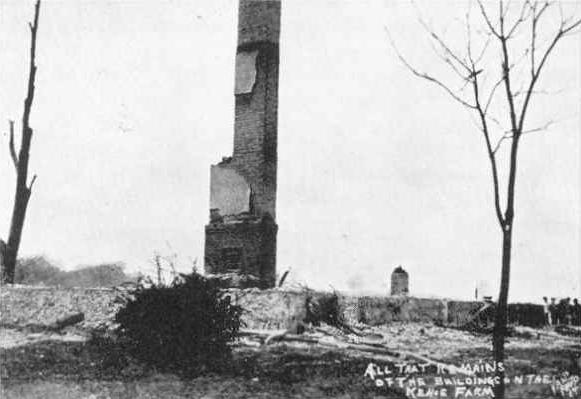
凯厚房子爆炸以后的残骸

### 教学楼爆炸

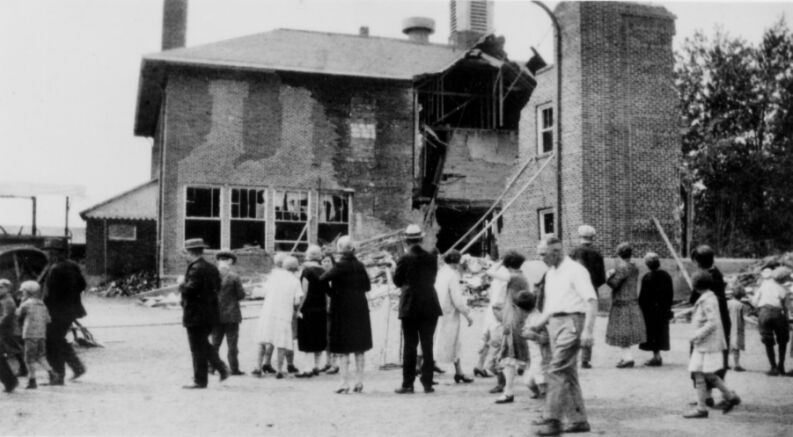
爆炸后学校教学楼残骸，从背面拍摄

### 汽车炸弹爆炸

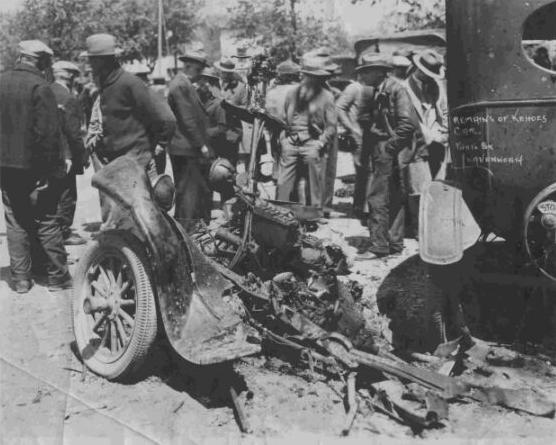
凯厚驾驶福特卡车，爆炸后的残骸